# 宮崎県道337号城ヶ崎清武線
宮崎県道337号城ヶ崎清武線（みやざきけんどう337ごう じょうがさききよたけせん）は、宮崎県宮崎市を通る一般県道である。

## 概要

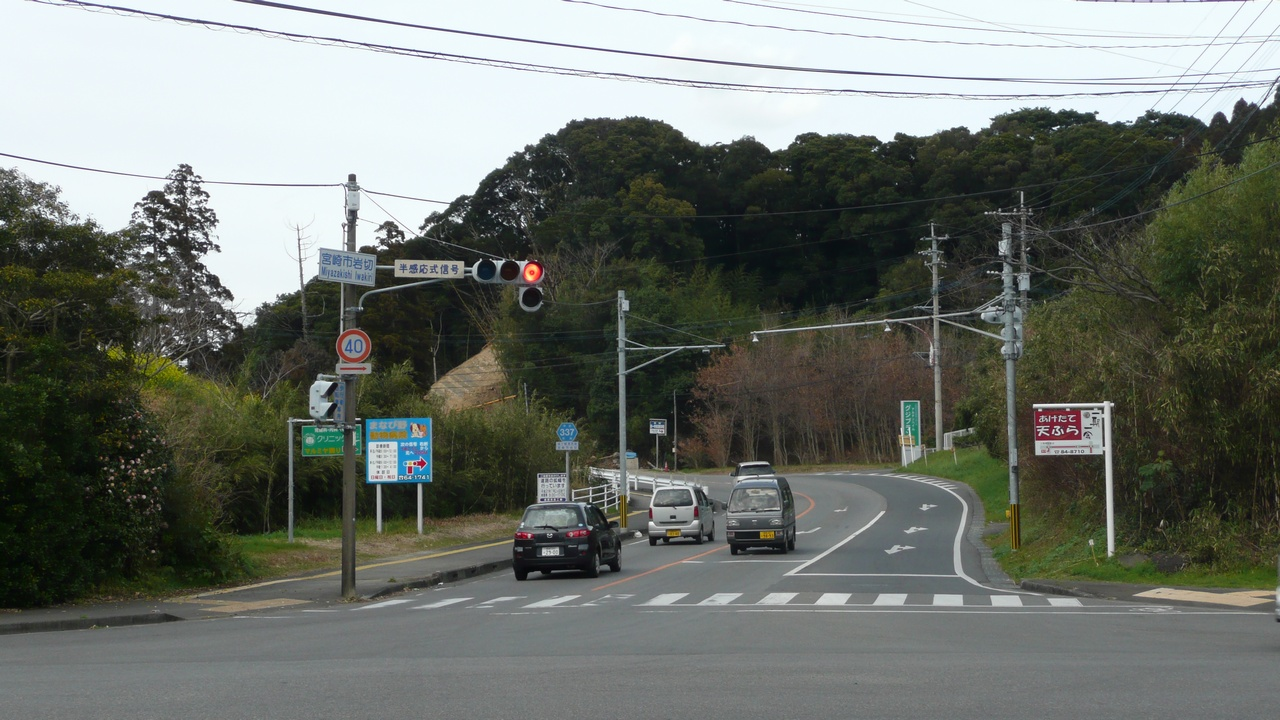
終点・岩切交差点（2009年）

宮崎市城ケ崎4丁目から宮崎市大字郡司分に至る。

### 路線データ
- 起点：宮崎市城ヶ崎4丁目（城ヶ崎交差点、宮崎県道341号宮崎港宮崎停車場線交点）
- 終点：宮崎市大字郡司分（宮崎市岩切交差点、宮崎県道13号高岡郡司分線交点）

## 歴史
- 1959年（昭和34年）6月1日 - 宮崎県告示第226号[1]により路線認定される。当時の整理番号は123。

## 路線状況

### 道路施設

#### 橋梁
- 新八重川橋（八重川、宮崎市）

## 地理

### 通過する自治体
- 宮崎市

### 交差する道路
| 交差する道路                      | 交差する場所 | 交差する場所            |
| --------------------------------- | ------------ | ----------------------- |
| 宮崎県道341号宮崎港宮崎停車場線   | 城ケ崎4丁目  | 城ヶ崎交差点 / 起点     |
| 宮崎県道374号古城赤江線           | 大字恒久     |                         |
| 宮崎県道367号中村木崎線           | 大字田吉     | 田吉交差点              |
| E98 一ツ葉道路                    | 大字本郷北方 |                         |
| 宮崎県道375号学園木花台本郷北方線 | 大字本郷北方 |                         |
| 国道220号                         | 大字本郷北方 | [ 注釈 1 ]              |
| 宮崎県道13号高岡郡司分線          | 大字郡司分乙 | 宮崎市岩切交差点 / 終点 |

### 交差する鉄道
- 日南線

### 沿線
- 宮崎市立赤江小学校
- 宮崎市 赤江地域センター
- 宮崎市立赤江中学校